# Марково (Вытегорский район)
Ма́рково — деревня в Вытегорском районе Вологодской области.
Входит в состав Девятинского сельского поселения, с точки зрения административно-территориального деления — в Девятинский сельсовет.
Расстояние по автодороге до районного центра Вытегры — 21 км, до центра муниципального образования села Девятины — 7 км. Ближайшие населённые пункты — Алексеевское, Куры, Савино.
По переписи 2002 года население — 31 человек (19 мужчин, 12 женщин). Преобладающая национальность — русские (97 %).